# Parco dei Monti Sicani
Il parco dei Monti Sicani è stato un parco naturale regionale della Sicilia istituito definitivamente il 19 dicembre 2014 e soppresso nel luglio 2019. Comprendeva 12 comuni nei territori del libero consorzio comunale di Agrigento e della città metropolitana di Palermo, in Sicilia.

## Storia
Il primo decreto istitutivo del 2010 della Regione Siciliana, fu sospeso il 9 aprile 2011 dal Consiglio di giustizia amministrativa.
Dopo l'emanazione di un nuovo decreto istitutivo il 25 luglio 2012 (Gazzetta Ufficiale della Regione Siciliana Anno 66°, Numero 40), il 26 agosto 2012 si è insediato il commissario Alberto Pulizzi.
Il 24 aprile 2013, con sentenza del tribunale amministrativo regionale per la Sicilia, viene annullato il decreto di istituzione del parco. La procedura è stata quindi ripresa dall'assessorato regionale al Territorio ricevendo a fine 2013 l'ok della Commissione ambiente dell'ARS e del Crppn, ma anche a causa del cambio delle deleghe per Territorio e Ambiente ed Agricoltura l'iter burocratico subisce dei rallentamenti.
Il 19 dicembre 2014 (D.A. 281/GAB) viene istituito definitivamente il parco dei Monti Sicani e nominato il commissario. Il 13 gennaio 2015 a Palazzo Adriano, una delle due sedi del parco, si insediano Renato Saverino e Francesco Gendusa rispettivamente nelle funzioni di commissario straordinario e di direttore reggente.
Il 10 gennaio 2018, con un nuovo avvicendamento al vertice, Luca Gazzara diviene il nuovo commissario straordinario del parco dei Monti Sicani. La carica di direttore reggente è invece affidata a Benedetto Belnome.
Il TAR nel giugno 2019, su ricorso di alcuni proprietari di terreni rientranti nel parco, annulla il decreto istitutivo.
Il 23 luglio 2019 con il D.A. n. 390/GAB la Regione Siciliana annulla il decreto assessoriale n. 281/GAB concernente l’istituzione del Parco con il conseguente reinserimento delle riserve naturali orientate di Monte Cammarata, Monti di Palazzo Adriano e Valle del Sosio, Monte Carcaci, Monte Genuardo e Santa Maria del Bosco, che erano state integrate nel territorio nel parco, e la decadenza dell'ente gestore.

## Territorio
Comprendeva il massiccio montuoso dei Monti Sicani, situato nella zona centro-occidentale della Sicilia.
Il parco raggruppava, nel territorio di 12 comuni, quattro riserve naturali preesistenti: la riserva naturale orientata Monti di Palazzo Adriano e Valle del Sosio, la riserva naturale orientata Monte Carcaci, la riserva naturale orientata Monte Genuardo e Santa Maria del Bosco e la riserva naturale orientata Monte Cammarata, che contestualmente all'istituzione del parco, sono state soppresse con decreto.

## Gestione
Il parco era gestito dall'Ente Parco dei Monti Sicani, ente pubblico sottoposto a controllo e vigilanza della Regione siciliana.
Le sedi ufficiali dell'ente parco erano nei comuni di Bivona e Palazzo Adriano.